# Roodbruine schijnridderzwam
De roodbruine schijnridderzwam (Lepista flaccida) is een schimmel behorend tot de familie Tricholomataceae. Hij groeit saprofiet tussen bladeren en naalden en in humus van loof- en naaldbos op voedselrijke grond. Hij komt vaak groepsgewijs voor en vormt soms heksenkringen.

## Kenmerken

### Uiterlijke kenmerken
Hoed
De hoed is gewelfd tot breed diep trechtervormig en heeft een diameter van 5-9 cm. Hij is glad, bleek oker- tot geelbruin of oranjebruin gekleurd met een bleke, aanvankelijk opvallend ingerolde rand. Later is de rand recht en golvend. De hoedkleur is vaak wat vlekkerig en verbleekt bij verouderen. Het midden van de hoed is trechtervormig verdiept.
Lamellen
De lamellen staan dicht bij elkaar, zijn gevorkt en lopen duidelijk op de steel af. De kleur is crème tot gelig. 
Steel
De steel is 2-5 cm lang en de dikte is 5-15 mm. De lengte is iets korter dan de hoed diameter. De steel is overlangs vezelig. De kleur is bleek rossig tot oranjebruin, de basis is witviltig. 
Geur en smaak
De geur is zwak zoetig en de smaak is mild.

### Microscopische kenmerken
De sporen zijn bijna bolvormig met kleine stekels of wratten, ongeveer 4,5 µm in diameter. Er zijn geen kenmerkende cystidia. De sporen klonteren vaak in viertallen samen. De septa zijn altijd met gespen. Er is geen reactie in Melzers reagens.

## Verspreiding
In Europa komt de soort algemeen voor. In de Verenigde Staten is hij iets minder algemeen. Er zijn waarnemingen bekend uit Mexico en Australië. 
In Nederland en België komt de soort algemeen voor. Hij staat niet op de rode lijst en wordt niet bedreigd.

## Eetbaarheid
De paddenstoel is eetbaar, maar de smaak wordt niet altijd positief beoordeeld. In sommige gebieden moet opgepast worden voor verwarring met de giftige Paralepistopsis amoenolens die verlammingen kan veroorzaken.

## Foto's

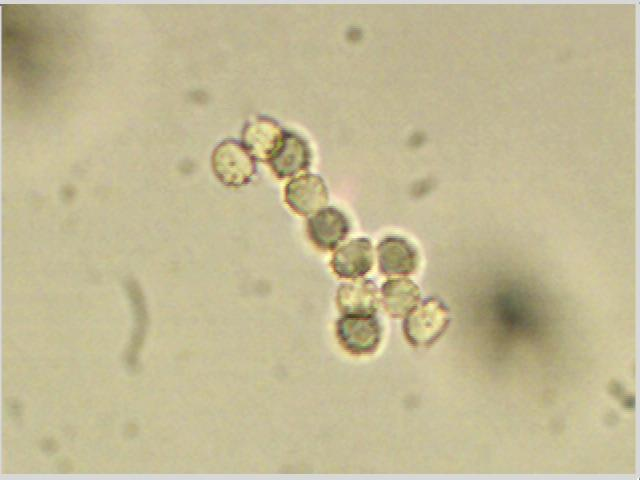
sporen
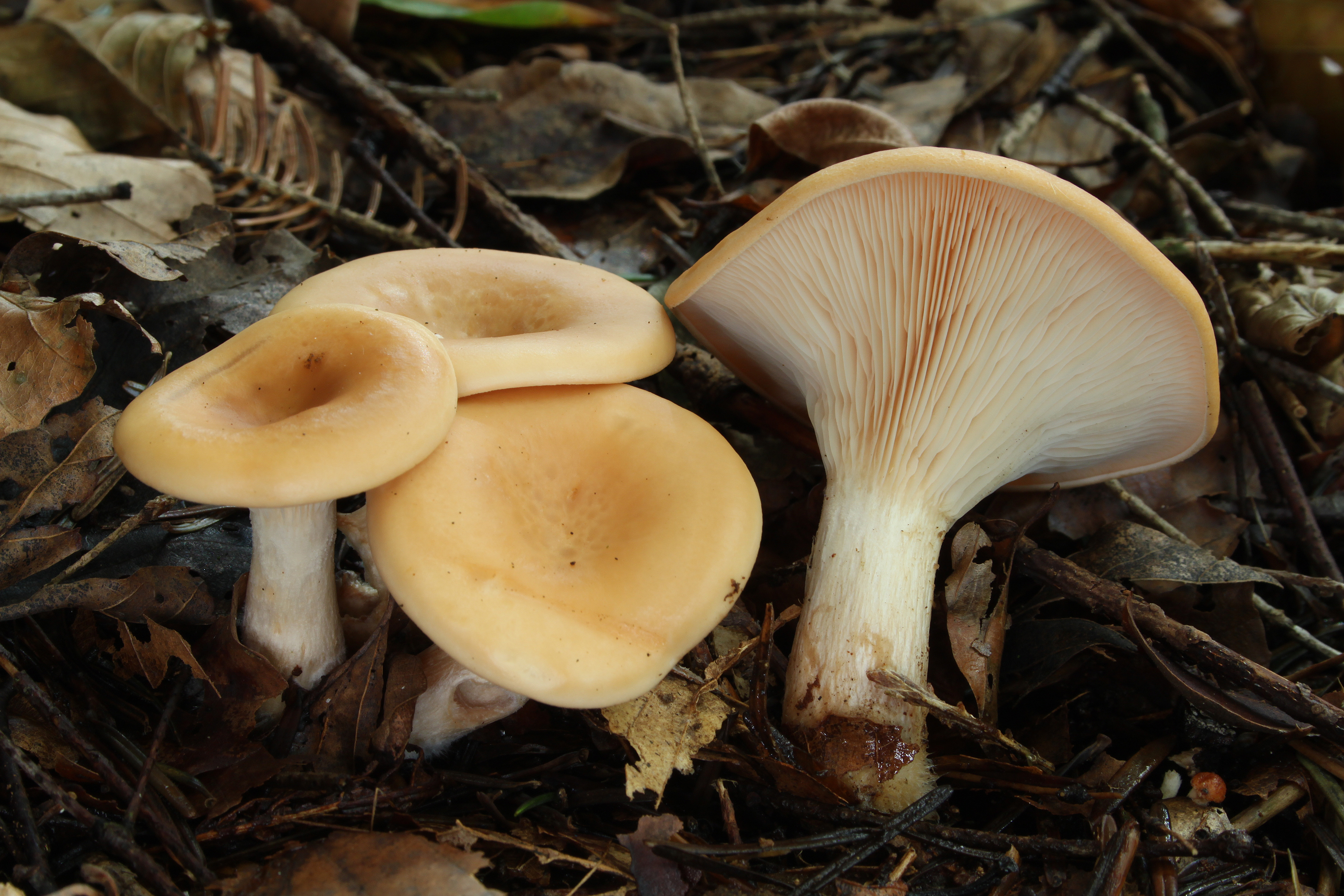
zijaanzicht met lamellen
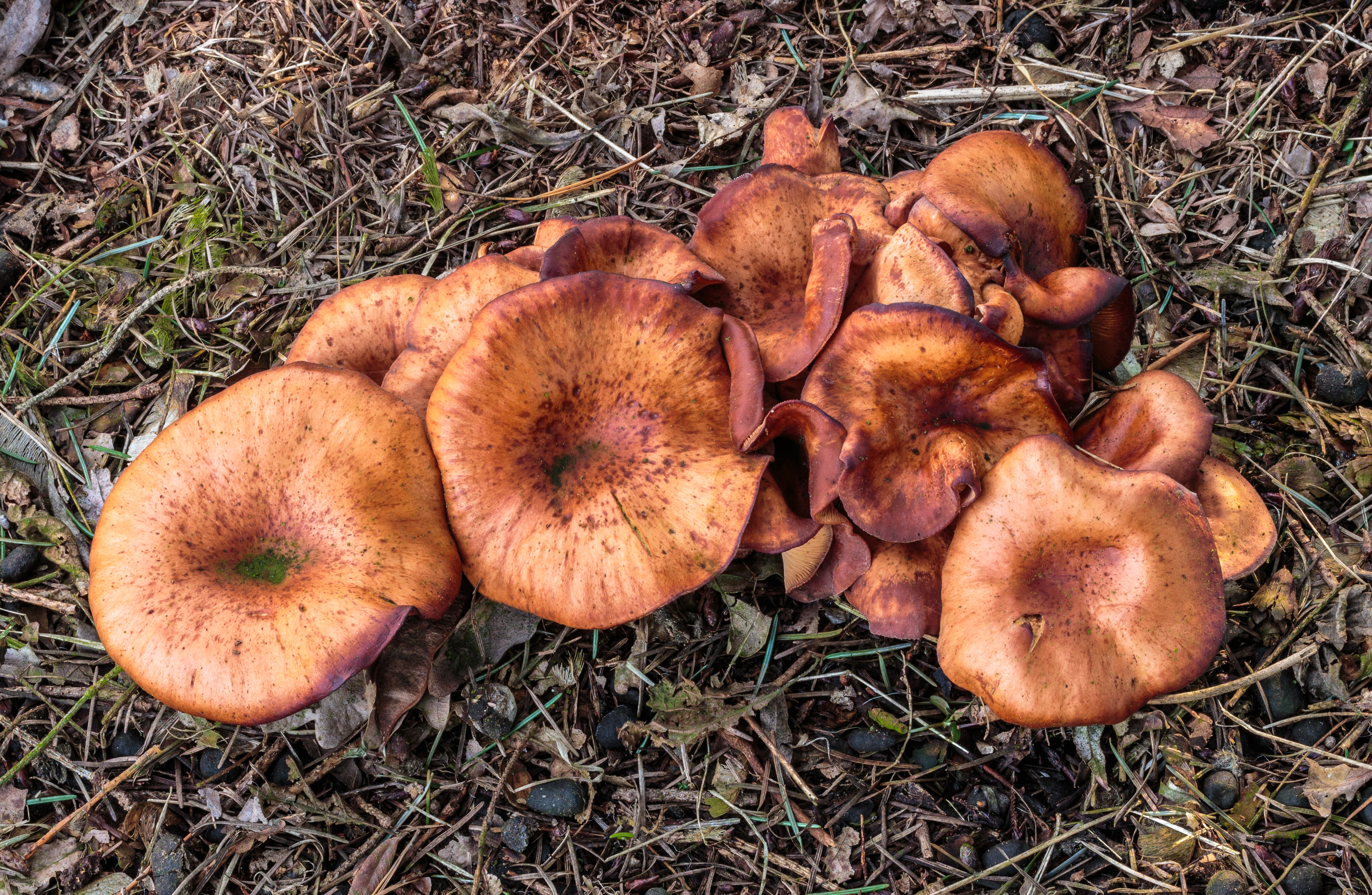
hoed